# Shakhruddin Magomedaliyev
Shakhruddin Magomedaliyev, né le 12 juin 1994 à Makhachkala, est un footballeur international azerbaïdjanais, qui possède aussi la nationalité russe. Il joue actuellement au poste de gardien de but au Qarabağ FK.

## Biographie

### En club
En 2014, Magomedaliyev quitte le FK Shahdag-Samur Qusar pour rejoindre le FK Sumgayit. Il dispute son premier match de championnat d'Azerbaïdjan le 8 février 2014 contre l'AZAL PFK Bakou (match nul 2-2).
Le 16 janvier 2016, il rejoint le Qarabağ FK. Il dispute son premier match avec son nouveau club le 6 février 2016 face au Khazar Lankaran (victoire 3-0). Le 20 mai 2019, il prolonge son contrat jusqu'en 2022. Il dispute son premier match européen le 12 décembre 2019 face au F91 Dudelange en Ligue Europa (match nul 1-1).
Magomedaliyev a joué pour le club turc Adana Demirspor pendant la saison 2023-2024. Le 18 juillet 2024, il est revenu à Qarabağ en signant un contrat avec le club jusqu'à l'été 2025.

### En sélection
En mai 2017, il remporte le tournoi de football des Jeux de la solidarité islamique avec l'équipe d'Azerbaïdjan des moins des 23 ans.
Le 13 octobre 2020, il honore sa première sélection en équipe d'Azerbaïdjan face à Chypre en Ligue des nations (match nul 0-0).

## Palmarès

### En club
Qarabağ FK
- Champion d'Azerbaïdjan en 2016, 2017, 2018, 2019, 2020 et 2022
- Vainqueur de la Coupe d'Azerbaïdjan en 2016, 2017 et 2022

### En sélection
Équipe d'Azerbaïdjan des moins de 23 ans
- Vainqueur des Jeux de la solidarité islamique en 2017